# بسيون
بسيون مدينة مصرية تتبع محافظة الغربية إدارياً، والمدينة عاصمة مركز بسيون. تقع بسيون على بُعد حوالي 90 كيلومترًا شمال غرب القاهرة، وهي مركز صناعي وزراعي كبير. كانت المدينة تشتهر بزراعة القطن القليني، أما الآن فيزرع فيها عدد من المحاصيل الزراعية مثل البنجر والقمح والبطاطس والبصل. كونها عاصمة مركز بسيون تحتضن بسيون العديد من المنشآت التعليمية والخدمية.

## التاريخ
تعود منطقة بسيون إلى عهد الفراعنة حيث كانت قرية صا الحجر التابعة لبسيون عاصمة الأسرة المصرية السادسة والعشرون، ذكرت بسيون باسم «شبرا بسيون» في أعمال الغربية ضمن قرى الروك الصلاحي التي أحصاها ابن مماتي في كتاب قوانين الدواوين، كما وردت باسم «شبرى بسيون» في أعمال الغربية ضمن قرى الروك الناصري التي أحصاها ابن الجيعان في كتاب «التحفة السنية بأسماء البلاد المصرية». وفي تاريخ 1228هـ/1813م الذي عدّ قرى مصر بعد المسح الذي قام به محمد علي باشا باسم «شبرا بسيون» ضمن قرى مديرية الغربية. في سنة 1259هـ/1843م، اختصر الاسم إلى بسيون.
كانت بسيون قاعدة قسم بسيون الذي أنشئ عام 1826، ثم نقل ديوان المركز سنة 1871 إلى مدينة كفر الزيات لاتصالها بخط السكة الحديد وسمي بمركز كفر الزيات في سجل نظارة الداخلية ولكن لم يغير في سجل نظارة المالية حتى عام 1896. ثم استقلت بسيون ومركزها الحالي عن مركز كفر الزيات في عام 20 أغسطس 1950 على يد رجال حزب الوفد. اندمجت قرية كفر جعفر في مدينة بسيون عام 1963.

## جغرافيا
تقع مدينة بسيون غرب دلتا النيل بالقرب من فرع رشيد قبلي فرع القطى المتفرع من ترعة الباجورية وشرق ترعة السلمونية، تربة المدينة (مثل بقية الدلتا) تربة سوداء طينية رسوبية متشكلة من طمي النيل. المدينة هي الوحيد من مدن المحافظة الغير متصلة بالسكة الحديد. مناخ بسيون دافئ شتاء حار صيفًا وهو معتدل نسبيًا طوال العالم، توجد ضمن الإقليم الأوسط قليل المطر الذي يبلغ متوسط هطول المطر فيه ما بين 25 مم و100 مم. المدينة هي الوحيدة بين المدن المحافظة التي لا تتصل بشبكة السكة الحديدية.
يحد مركز بسيون من الشمال مركزي قلين ودسوق ومن الشرق مركز قطور ومن الجنوب كفر الزيات ومن الغرب فرع رشيد، ويوضح ذلك الجدول بالأسفل:

## التقسيم الإداري

مركز بسيون

بسيون هي قاعدة مركز بسيون الذي يتبعه 5 كيانات مدينة بسيون و4 وحدات محلية (كتامة الغابة وصالحجر وأبو حمر وقرانشو) و28 قرية. ويرأس المدينة ومركزها إسلام سعد النجار. تبلغ مساحة مركز مدينة بسيون 160.89 كم2، وهو المركز السادس من حيث المساحة.

## السكان
بلغ عدد سكان بسيون 78,730 نسمة في تقدير 2025، وهي مدينة صغيرة مقارنة بمدن محافظة الغربية الأخرى. بلغ سكان المدينة من حضر المحافظة 4,19% في عام 1986 و4,55% في عام 1996 و4,44% في عام 2006، ومتوسط الأسرة 4.1 وهو الأكبر بين مدن المحافظة، ومعدل وفيات الرضع 19.803، ونسبة البطالة 16.1 في عام 2006 وهو ثاني الأكبر بين مدن المحافظة وبلغ معدل النمو 0.9939 في فترة 2006/1996.
| السنة   | 1882 | 1897 | 1907   | 1927   | 1947   | 1960   | 1976   | 1986   | 1996   | 2006   | 2017   | 2025   |
| ------- | ---- | ---- | ------ | ------ | ------ | ------ | ------ | ------ | ------ | ------ | ------ | ------ |
| المدينة | 5683 | 9280 | 10,477 | 12,542 | 13,549 | 19,450 | 30,532 | 39,606 | 48,214 | 53,226 | 65,737 | 78,730 |

### الدين
بالنسبة للدين فأغلب سكان المدينة مسلمون فذكر في تعداد عام 1986 أن عدد المسلمين 39,212 نسمة وعدد المسيحين 394 نسمة. تكثر المساجد ببسيون ويرجع ذلك لأغلبية سكان المدينة ومن أهم المساجد: مسجد الأنصاري والذي يقام به مولد بعد المولد الأحمدي بطنطا ومسجد عبد الملك بكفر جعفر ومسجد مجلس المدينة. وأما دور العبادة المسيحية يوجد ببسيون كنسية أرثوذكسية واحدة هي كنيسة الشهيد العظيم مارمينا العجائبي التابعة لإبراشية طنطا التي يرأسها الأنبا بولا مطران طنطا وتوابعها. وكنيسة إنجيلية بشارع الحماية بنيت عام 1999.

### التعليم
تنتشر في بسيون المدارس بجميع أنواعها من ابتدائية وإعدادية وثانوية وكذلك المعاهد الأزهرية. أكبر حالة تعليمية في المدينة هم ذوي التعليم الفني المتوسط البالغين 14,024، ثم الأميين 12,583 يتبعهم ذوي المؤهل الجامعين البالغين 6,645 من إجمالي 51,730 شخص فوق العشر سنوات. أما حالات التسرب في المدينة فبلغ عدد التحق وتسرب 3,141 نسمة ومن لم يلتحق 13,815 نسمة.

### البنية التحتية
بالنسبة للبنية التحتية يوجد بالمدينة 3 مستشفيات حكومية رئيسية هي مستشفى بسيون المركزي ومستفى حميات بسيون ووحدة كفر جعفر الطبية. يوجد بها مكتبة بنيت 1978 وبيت ثقافة سعد الشاذلي بشارع 23 يوليو وقصر ثقافة بُني عام 2017 بدير الناحية.

## الاقتصاد
يعتمد اقتصاد المدينة بشكل أساسي على الزراعة. ذكر عام 1879 أن المدينة يصنع بها قماش حريري يسمى بالبسيوني وبها معصرة للزيت الحار. كانت بسيون سابقًا تشتهر بزراعة القطن القليني، أما الآن فتزرع في بسيون عدد من المحاصيل الزراعية مثل البنجر والقمح والبطاطس والبصل، تشجع المحافظة الفلاحين على زراعة القطن والذرة الشامية وفول الصويا. يوجد في مركز بسيون 6116 وحدة حيوانية أي 7,7 من إجمالي المحافظة، و36 منشأة صناعية غذائية.

## الأعلام
- محمد جمال الدين إسماعيل بدوي (1934 - 2007) كاتب ومؤرخ وصف بشيخ المؤرخين بالعصر الحديث.[31]
- أمين الشيخ (1880-) فقيه ومتحدث وأصولي.[32]

### منشورات
1. ↑  فكري (1879)، ص. 59.
2. ↑  ابن مماتي (1943)، ص. 155.
3. ↑  ابن الجيعان (1898)، ص. 82.
4. ↑  رمزي (1953)، ص. 123.
5. 1 2  رمزي (1953)، ص. 10.
6. ↑  رمزي (1953)، ص. 128.
7. ↑  علام، صلاح السید عبد العال (1 سبتمبر 2019). "تطور التقسیم الإداری للقطر المصری (1941 ـ 1960م)". مجلة کلیة اللغة العربیة بأسيوط. ج. 38 ع. 2: 2046-2047، 2058. DOI:10.21608/jfla.2019.67913. ISSN:2636-2708. مؤرشف من الأصل في 2024-12-02.
8. ↑  عبيد (2012)، ص. 24.
9. ↑  "قرار رئيس الجمهورية العربية المتحدة رقم 86 لسنة 1967". الجريدة الرسمية (نُشِر في 21 يناير 1967). ع. 15. 7 يناير 1967.
10. ↑  مبارك (1886)، ص. 65.
11. ↑  حسن (1996)، ص. 67-68.
12. ↑  غانم (2016)، ص. 150.
13. 1 2  صقر، مياده محمد أحمد؛ عبده، سعید أحمد؛ عبد القوي، أحمد (1 ديسمبر 2019). "مقومات الصناعات الغذائیة في محافظة الغربیة". مجلة البحث العلمی فی الآداب. ج. 5 ع. 10: 161–183. DOI:10.21608/jssa.2019.75485. ISSN:2356-833X. مؤرشف من الأصل في 2024-12-03.
14. 1 2  "تقديرات السكان 1/1/ 2025 - أقسام ومراكز". الجهاز المركزي للتعبئة العامة والإحصاء. 1 يناير 2025. اطلع عليه بتاريخ 2025-05-01.
15. ↑  بركات، رباب (1 يناير 2013). "التقييم الجغرافى لتوزيع السكان وكثافتهم بمدينتى طنطا والسنطة". مجلد المؤتمر السنوي الثامن والأربعون للإجصاء وعلوم الحاسب وبحوث العمليات بمعهد الدراسات والبحوث الاحصائية. مؤرشف من الأصل في 2024-04-17.
16. ↑  إدارة التعداد، نظارة الداخلية (1299). الكشاف للديار المصرية وعددها نفوسها. التعداد العمومي لأهالي القطر المصري. ص. 116.
17. ↑  وجه بحري محافظات ومديريات. تعداد سكان القطر المصري. بولاق: المطبعة الكبرى الأميرية (نُشِر في 1898). ج. 1. 1 يونيو 1897. ص. 614.
18. 1 2  مصلحة الإحصاء والتعداد (1953). "الكراسة رقم 12 - مديرية الغربية". تعداد سكان المملكة المصرية لسنة 1947. المطبعة الأميرية بالقاهرة. ج. 1.
19. ↑  مصلة عموم الإحصاء (1929). "كراية تعداد مديرية الغربية لسنة 1927". تعداد مصر 1927. المطبعة الأميرية بالقاهرة.
20. ↑  مصلحة الإحصاء والتعداد (1962). "محافظة الغربية". التعداد العام للسكان 1960. دار النصر للطباعة والنشر والإعلان. ج. 1.
21. ↑  الجهاز المركزي للتعبئة العامة والإحصاء (سبتمبر 1978). "تعداد السكان، النتائج التفصيلية، محافظة الغربية". التعداد العام للسكان والإسكان 1976.
22. 1 2  الجهاز المركزي للتعبئة العامة والإحصاء. "محافظة الغربية". الحصر الشامل - خصائص السكان، النتائج النهائية للتعداد العام. ج. 2.
23. ↑  الجهاز المركزي للتعبئة العامة والإحصاء (ديسمبر 1998). "محافظة الغربية". النتائج النهائية للتعداد العام للسكان والإسكان والمنشآت.
24. ↑  الجهاز المركزي للتعبئة العامة والإحصاء (مايو 2008). "محافظة الغربية". النتائج النهائية للتعداد العام.
25. 1 2 3  الجهاز المركزي للتعبئة العامة والإحصاء (2017). "محافظة الغربية السكان والظروف سكنية". النتائج النهائية للتعداد العام للسكان والإسكان والمنشآت.
26. ↑  "قرار رئيس جمهورية مصر العربية رقم 63 لسنة 1999". الجريدة الرسمية. ع. 8. 16 فبراير 1999 [25 فبراير 1999].
27. ↑  دليل المكتبات المصرية العامة والمتخصصة والأكاديمية. مركز المعلومات ودعم اتخاذ القرار. 1997. ص. 63.
28. ↑  "قرار رئيس مجلس الوزراء رقم 1866 لسنة 2017". الجريدة الرسمية (نُشِر في 28 سبتمبر 2017). ع. 29. 21 أغسطس 2017.
29. ↑  عبد العال (1990)، ص. 68.
30. 1 2  فكري (1879)، ص. 58.
31. ↑  الشريف (2017)، ص. 65-68.
32. ↑  الشريف (2017)، ص. 61–67.

### وب
1. 1 2 3  "المخطط الإستراتيجي للتنمية العمرانية لمحافظة الغربية والملامح التنموية لمراكزها". الهيئة العامة للتخطيط العمراني. مؤرشف من الأصل في 2024-12-03. اطلع عليه بتاريخ 2024-11-29.
2. ↑  "المخططات الاستراتيجية العامة لقرى محافظة الغربية". الهيئة العامة للتخطيط العمراني. مؤرشف من الأصل في 2024-12-03. اطلع عليه بتاريخ 2024-11-29.
3. ↑  "محافظة الغربية". الهيئة العامة للاستعلامات. 27 يوليو 2022. مؤرشف من الأصل في 2024-03-14. اطلع عليه بتاريخ 2024-03-06.
4. ↑  "قيادات المحافظة". بوابة محافظة الغربية. مؤرشف من الأصل في 2022-07-05. اطلع عليه بتاريخ 2024-03-06.
5. ↑  ضرة، عادل (11 يناير 2024). "محافظ الغربية يفتتح مسجد مجلس المدينة ببسيون". اليوم السابع. مؤرشف من الأصل في 2024-01-16. اطلع عليه بتاريخ 2024-04-14.
6. ↑  عادل، مصطفى (27 ديسمبر 2023). "محافظ الغربية يتفقد محيط كنائس بسيون استعدادا لاحتفالات أعياد الميلاد.. صور". اليوم السابع. مؤرشف من الأصل في 2024-01-05. اطلع عليه بتاريخ 2024-04-14.
7. ↑  "الأنبا بولا مطران طنطا". مؤرشف من الأصل في 2024-04-08. اطلع عليه بتاريخ 2024-04-07.
8. ↑  "محافظ الغربية يفاجئ مستشفى بسيون المركزى ويتابع امتحانات النقل بالمدارس". اليوم السابع. 11 يناير 2024. مؤرشف من الأصل في 2024-04-14. اطلع عليه بتاريخ 2024-04-14.
9. ↑  "محافظ الغربية يتفقد عددا من القطاعات ببسيون للتأكد من جاهزيتها لإدارة الأزمات". اليوم السابع. 26 نوفمبر 2023. مؤرشف من الأصل في 2023-12-04. اطلع عليه بتاريخ 2024-04-14.
10. ↑  "الجهات التابعة لهيئة قصور الثقافة بالغربية". وزارة الثقافة المصرية. مؤرشف من الأصل في 2023-11-30. اطلع عليه بتاريخ 2024-04-14.
11. ↑  مبروك، محمد (12 أبريل 2024). "وكيل زراعة الغربية يراجع حصاد القمح ومحاصيل البصل والبنجر والبطاطس في بسيون". بوابة الأهرام. الغربية. مؤرشف من الأصل في 2024-04-14. اطلع عليه بتاريخ 2024-04-14.

## ثبت المراجع
- مبارك، علي (1886). الخطط التوفيقية الجديدة لمصر القاهرة ومدنها وبلادها القديمة والشهيرة (ط. 1). بولاق: المطبعة الكبرى الأميرية. ج. 9.
- فكري، محمد أمين (1879). جغرافية مصر (ط. 1). مطبعة وادي النيل.
- ابن الجيعان (1898). التحفة السنية بأسماء البلاد المصرية. القاهرة: الكتخبانة الخديوية، المطبعة الأهلية. ص. 87.
- عبد العال، أحمد (1990). الأبعاد المكانية للخصائص الوظيفية للمدن المصرية. مكتبة النهضة المصرية.
- ابن مماتي، الأسعد (1943). قوانين الدواوين. تحقيق:عزيز سوريال عطية. الجمعية الزراعية الملكية.
- رمزي، محمد (1953). القاموس الجغرافي للبلاد المصرية: من عهد قدماء المصريين إلى سنة 1945، القسم الثاني. الهيئة المصرية العامة للكتاب. ج. 2.
- سلام، محمد (2006). مشاهير السياسة. كتب عربية. ج. 1.
- عبيد، مصطفى (2012). الفريق الشاذلي العسكري الأبيض. الرواق للنشر والتوزيع. ص. 24. ISBN:9789775153111.
- الشريف، عمر (2017). أعلام منسية من أرض الغربية. ببلومانيا للنشر والتوزيع.